# Epischura baikalensis
Epischura baikalensis, vrsta sitnih planktonskih račića iz podrazreda veslonožaca (Copepoda) koji žive kao endemi jedino u Bajkalskom jezeru.
Ova vrsta hrani se filtriranjem sitnih ostataka u jezeru i održava ga čistim, po čemu ono i je na glasu.

## Vanjske poveznice
What is the name of the organism central to the zooplankton part of our project?